# Semasiografía
Semasiografía (del en griego: σημασία   (semasia) "significación, significado" y en griego: γραφία   (graphia) "escritura"), es decir "escribir con signos", es una técnica no fonética para comunicar información por escrito sin la necesaria intercesión de formas de habla. Los símbolos utilizados para escribir un concepto o un lenguaje no mantienen una correlación con las palabras habladas. Es anterior al advenimiento de la creación del sistema de escritura basado en el lenguaje y se usa contemporáneamente en iconos de informática, notación musical, emoji, Blissymbols y notación matemática. Se estudia en semasiología dentro del campo de la lingüística.